# Sainte-Foy-d'Aigrefeuille
 Sainte-Foy-d'Aigrefeuille  es una población y comuna francesa, en la región de Mediodía-Pirineos, departamento de Alto Garona, en el distrito de Toulouse y cantón de Lanta.

## Demografía
| 249 | 280 | 272 | 322 | 688 | 1631 |
| Para los censos de 1962 a 1999 la población legal corresponde a la población sin duplicidades (Fuente: INSEE [Consultar]) |     |     |     |     |      |